# Boissise-le-Roi
Ne doit pas être confondu avec Bois-le-Roi (Seine-et-Marne) ou Bois-le-Roi (Eure).
Boissise-le-Roi est une commune française située dans le département de Seine-et-Marne, en région Île-de-France. En 2022, elle compte 3 828 habitants.

## Géographie

### Localisation
La commune de Boissise-le-Roi est située au sud-ouest du département de Seine-et-Marne, en région Île-de-France, le long de la Seine en rive gauche, et au nord-est de la région naturelle le Gâtinais.
Elle se situe à 9,92 km par la route de Melun, préfecture du département. La commune fait en outre partie du bassin de vie de Paris.

### Communes limitrophes
Les communes les plus proches sont : 
Boissise-la-Bertrand (1,1 km), Pringy (1,4 km), Saint-Fargeau-Ponthierry (2,3 km), Boissettes (2,6 km), Saint-Sauveur-sur-École (3,7 km), Seine-Port (3,8 km), Villiers-en-Bière (4,0 km), Le Mée-sur-Seine (4,5 km).
| Seine-Port               |                                  | Boissise-la-Bertrand |
| Saint-Fargeau-Ponthierry | Boissise-le-Roi                  | Dammarie-les-Lys     |
| Pringy                   | Perthes, Saint-Sauveur-sur-École | Villiers-en-Bière    |

### Géologie et relief
L'altitude de la commune varie de 37 mètres à 83 mètres pour le point le plus haut, le centre du bourg se situant à environ 54 mètres d'altitude (mairie). Elle est classée en zone de sismicité 1, correspondant à une sismicité très faible.
Le territoire de la commune se situe dans la partie nord de la plaine de la Bière qui constitue la partie nord-est de la région naturelle du Gâtinais et qui est délimitée au nord et à l'ouest par la rivière École ; à l'est, par la Seine et au sud par la forêt de Fontainebleau.
Géologiquement intégré au bassin parisien, qui est une région géologique sédimentaire, l'ensemble des terrains affleurants de la commune sont issus de l'ère géologique Cénozoïque (des périodes géologiques s'étageant du Paléogène au Quaternaire),.

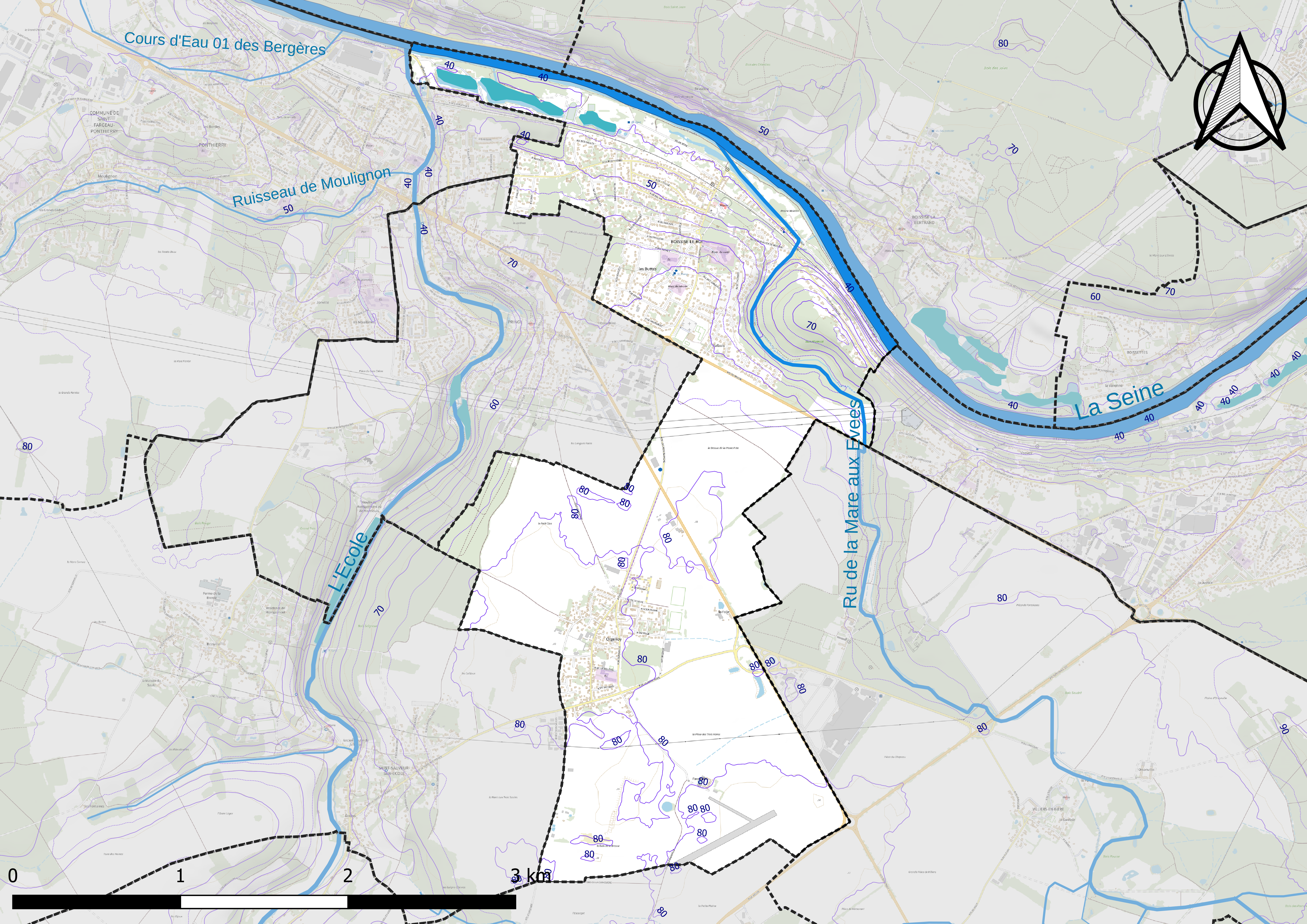
Carte du relief de Boissise-le-Roi.
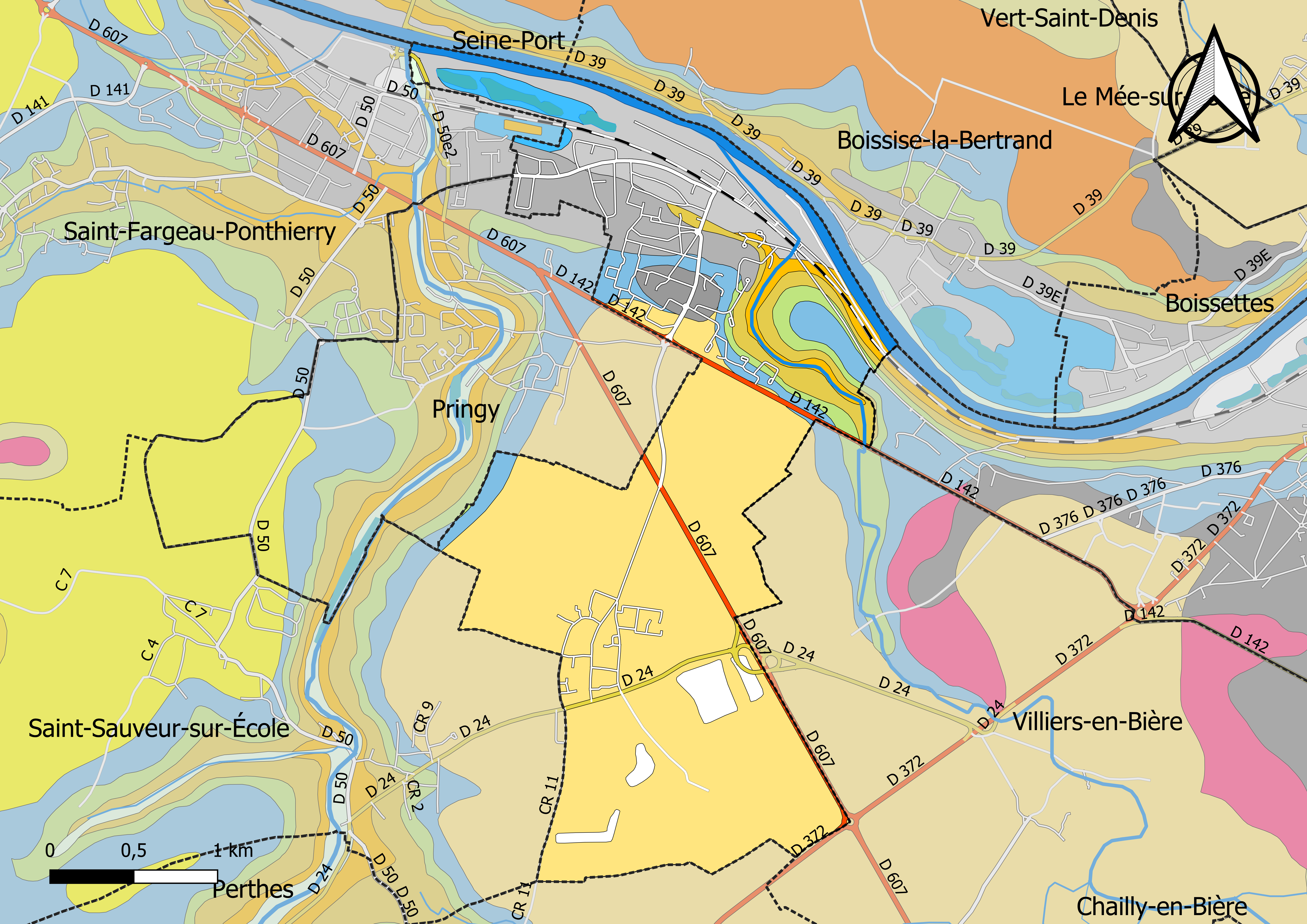
Carte géologique vectorisée et harmonisée de Boissise-le-Roi.

|  | X :  | Dépôts anthropiques, remblais.                                                                               |
|  | LP : | Limon des plateaux de composition argilo-marneuse.                                                           |
|  | F :  | Exploitation de grande gravière zone située hors d'eau en 1969.                                              |
|  | Fy : | Alluvions anciennes (basse terrasse de 0–10 m) : sables et graviers colluvions alluvions et apports éoliens. |
|  | Fx : | Alluvions anciennes (moyenne terrasse de 10–20 m) : sables et graviers .                                     |
|  | Fw : | Alluvions anciennes de haute terrasse (terrasse de 20–30 m) : sables et graviers.                            |

|  | g1AR : | Argile verte, Glaises à Cyrènes et/ou Marnes vertes et blanches (Argile verte de Romainville) . |
|  | g1CB : | Calcaire de Brie stampien et meulières plio-quaternaire indifférenciées.                        |

|  | e7C :  | Calcaire de Champigny, Calcaire de Château-Landon, Marnes de Nemours.        |
|  | e7MS : | Marnes supragypseuses : Marnes blanches de Pantin Marnes bleues d'Argenteuil |

### Hydrographie

#### Réseau hydrographique

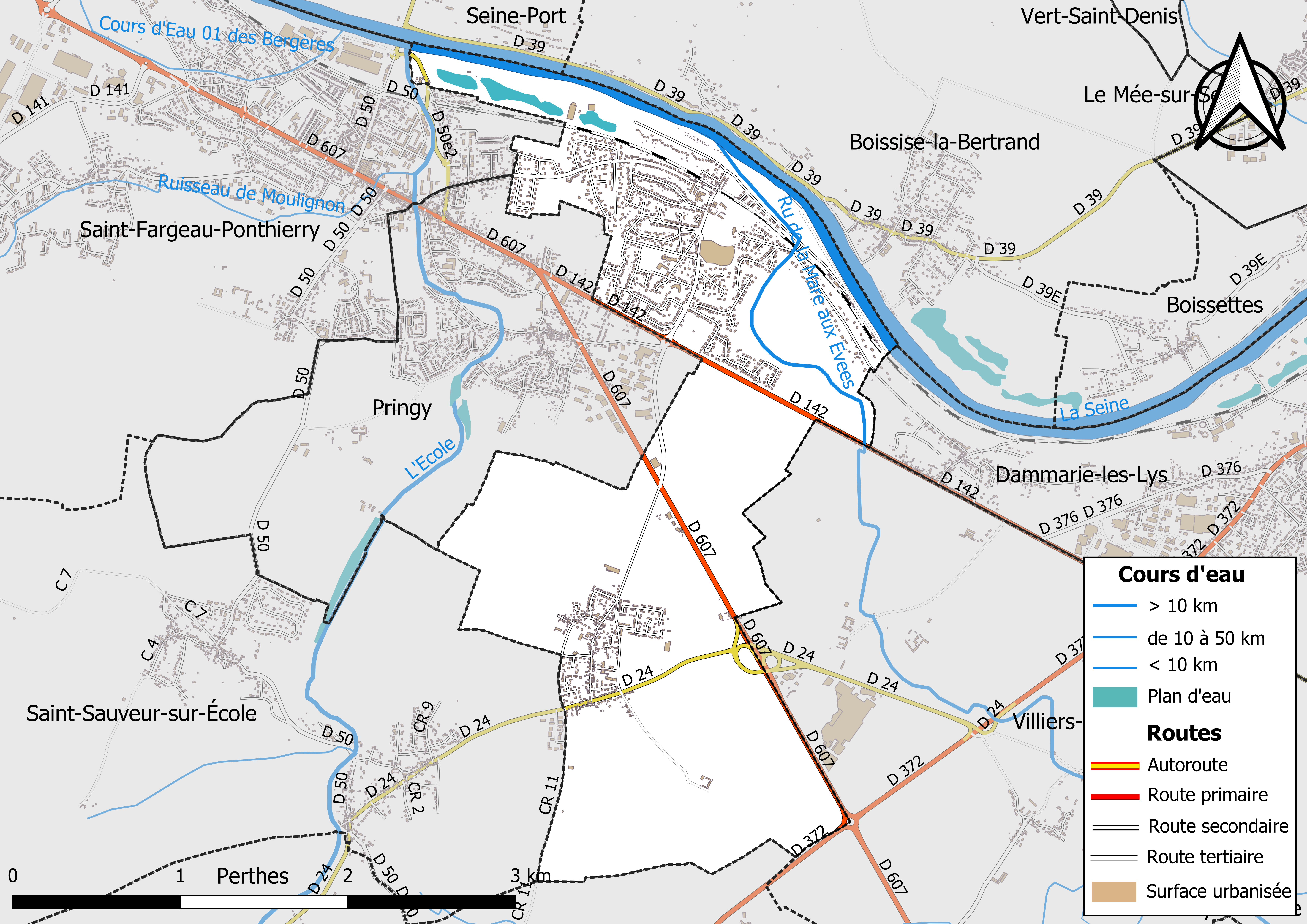
Carte des réseaux hydrographique et routier de Boissise-le-Roi.

Le réseau hydrographique de la commune se compose de deux cours d'eau référencés :
- la Seine, fleuve long de 774,76 km[8] ;
  - le ru de la Mare aux Evées, long de 11,26 km[9], qui conflue avec la Seine.

La longueur totale des cours d'eau sur la commune est de 5,99 km.

Sélection de vues des cours d'eau de Boissise-le-Roi.
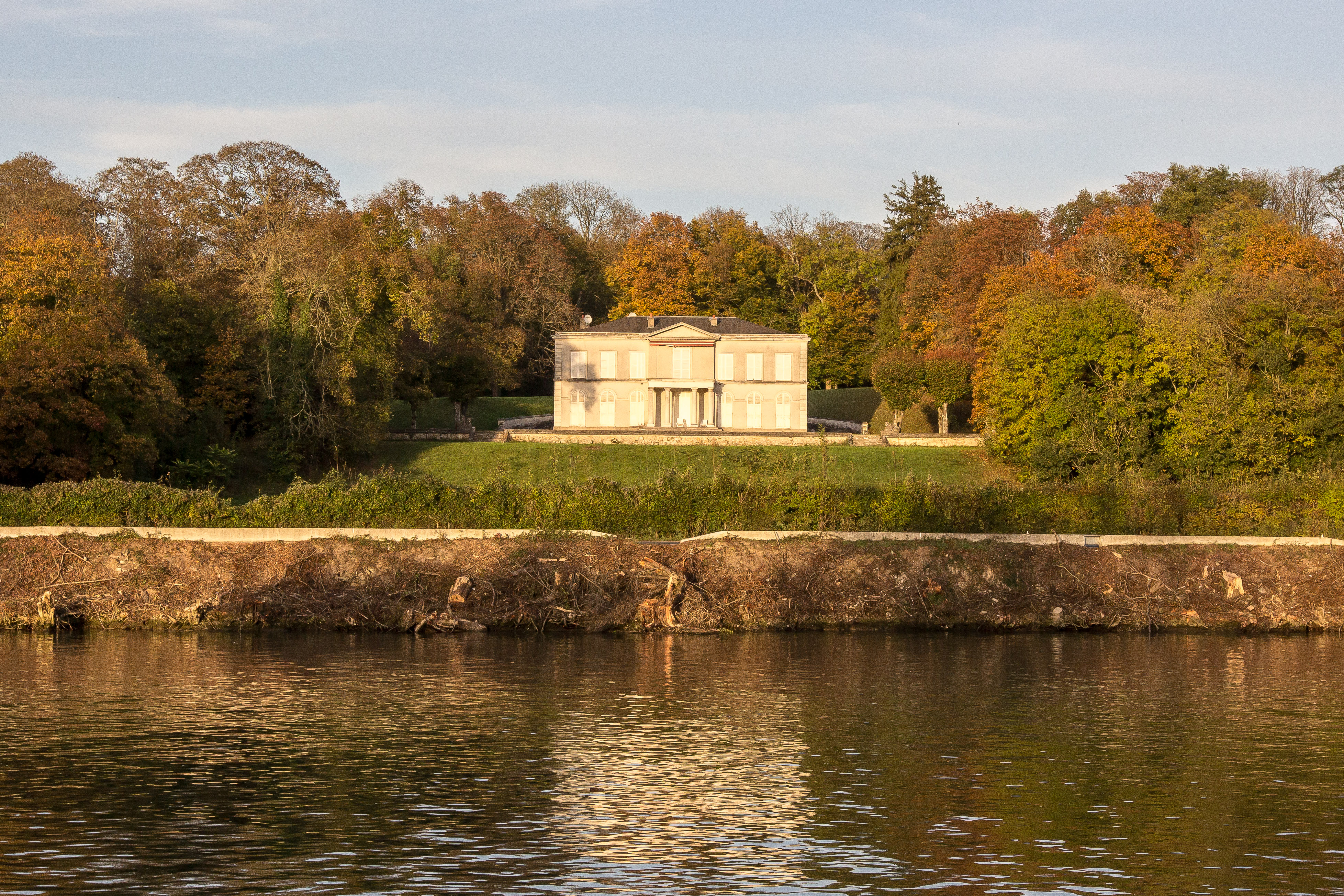
La Seine à Boissise-le-Roi.
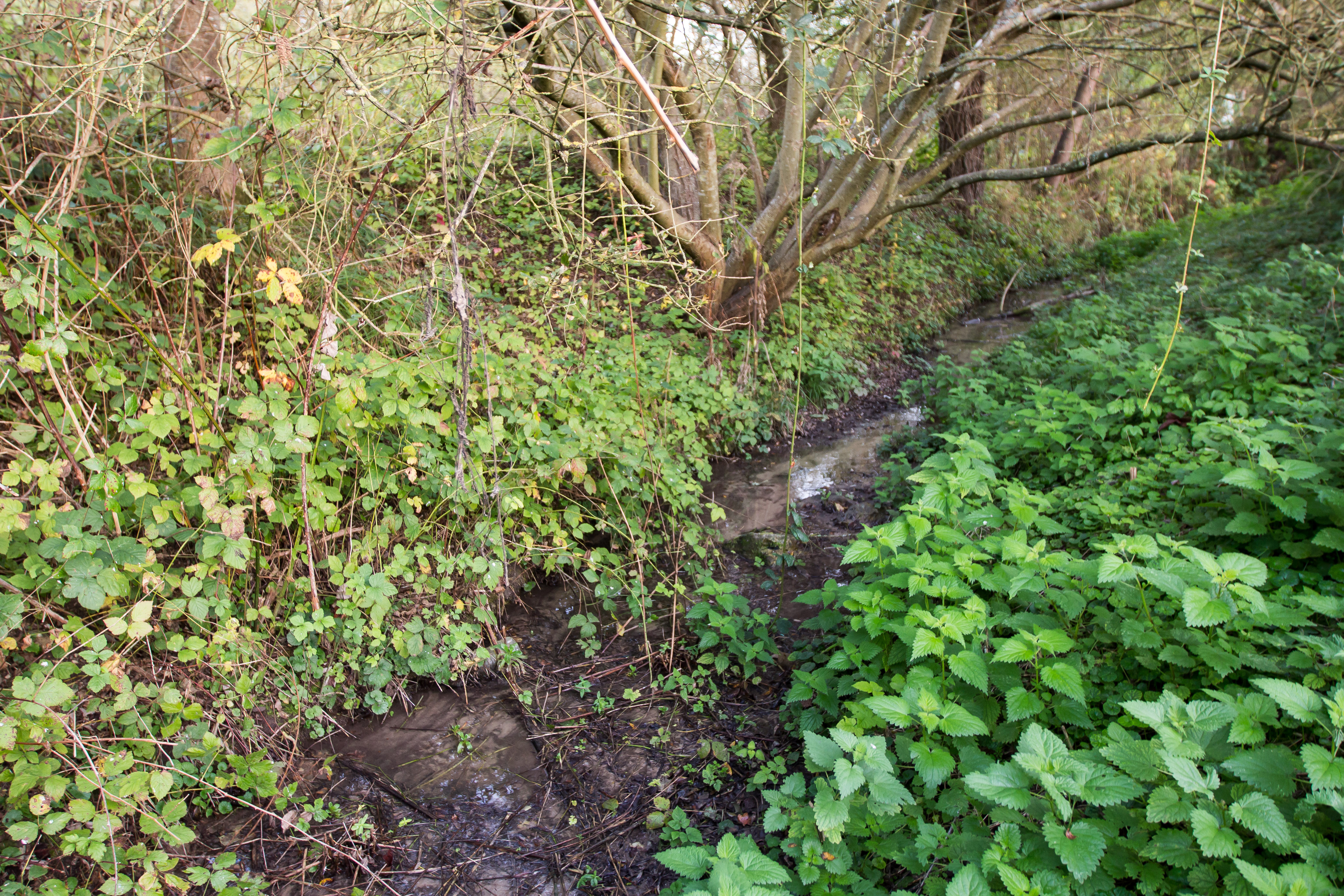
le ru de la Mare aux Evées à Boissise-le-Roi avant sa confluence avec la Seine.

#### Gestion des cours d'eau
Afin d’atteindre le bon état des eaux imposé par la Directive-cadre sur l'eau du 23 octobre 2000, plusieurs outils de gestion intégrée s’articulent à différentes échelles : le SDAGE, à l’échelle du bassin hydrographique, et le SAGE, à l’échelle locale. Ce dernier fixe les objectifs généraux d’utilisation, de mise en valeur et de protection quantitative et qualitative des ressources en eau superficielle et souterraine. Le département de Seine-et-Marne est couvert par six SAGE, au sein du bassin Seine-Normandie.
La commune fait partie du SAGE « Nappe de Beauce et milieux aquatiques associés », approuvé le 11 juin 2013. Le territoire de ce SAGE couvre deux régions, six départements et compte 681 communes, pour une superficie de 9 722 km2. Le pilotage et l’animation du SAGE sont assurés par le Syndicat mixte du pays Beauce Gâtinais en Pithiverais, qualifié de « structure porteuse ».

### Climat
Pour des articles plus généraux, voir Climat de l'Île-de-France et Climat de Seine-et-Marne.
En 2010, le climat de la commune est de type climat océanique dégradé des plaines du Centre et du Nord, selon une étude du CNRS s'appuyant sur une série de données couvrant la période 1971-2000. En 2020, Météo-France publie une typologie des climats de la France métropolitaine dans laquelle la commune est exposée à un climat océanique altéré et est dans la région climatique Sud-ouest du bassin Parisien, caractérisée par une faible pluviométrie, notamment au printemps (120 à 150 mm) et un hiver froid (3,5 °C).
Pour la période 1971-2000, la température annuelle moyenne est de 11,4 °C, avec une amplitude thermique annuelle de 15,5 °C. Le cumul annuel moyen de précipitations est de 683 mm, avec 10,6 jours de précipitations en janvier et 7,5 jours en juillet. Pour la période 1991-2020, la température moyenne annuelle observée sur la station météorologique la plus proche, située sur la commune de Seine-Port à 4 km à vol d'oiseau, est de 11,3 °C et le cumul annuel moyen de précipitations est de 673,1 mm,. Pour l'avenir, les paramètres climatiques de la commune estimés pour 2050 selon différents scénarios d'émission de gaz à effet de serre sont consultables sur un site dédié publié par Météo-France en novembre 2022.
| Mois                                  | jan.           | fév.             | mars          | avril           | mai             | juin          | jui.            | août           | sep.            | oct.            | nov.           | déc.             | année     |
| ------------------------------------- | -------------- | ---------------- | ------------- | --------------- | --------------- | ------------- | --------------- | -------------- | --------------- | --------------- | -------------- | ---------------- | --------- |
| Température minimale moyenne (°C)     | 1              | 0,5              | 2,5           | 4,5             | 8,2             | 11            | 13,1            | 12,7           | 9,5             | 7               | 3,7            | 1,3              | 6,3       |
| Température moyenne (°C)              | 4              | 4,5              | 7,6           | 10,5            | 14,3            | 17,3          | 19,5            | 19,3           | 15,6            | 11,8            | 7,2            | 4,2              | 11,3      |
| Température maximale moyenne (°C)     | 7              | 8,5              | 12,8          | 16,4            | 20,3            | 23,6          | 25,9            | 25,8           | 21,6            | 16,5            | 10,7           | 7,1              | 16,4      |
| Record de froid (°C) date du record   | −20 17.01.1985 | −17,3 14.02.1956 | −12 01.03.05  | −7 04.04.1973   | −2 08.05.1997   | 1 04.06.01    | 3,4 08.07.1954  | 1,9 28.08.1974 | −1,7 17.09.1971 | −5,5 29.10.1997 | −11 24.11.1998 | −15,1 29.12.1964 | −20 1985  |
| Record de chaleur (°C) date du record | 17 13.01.1998  | 21,5 24.02.1990  | 27 25.03.1955 | 30,2 29.04.1955 | 33,6 28.05.1954 | 37,5 27.06.11 | 40,4 01.07.1952 | 40,5 12.08.03  | 34,2 16.09.1961 | 30,5 01.10.1985 | 23 01.11.14    | 18 04.12.1953    | 40,5 2003 |
| Précipitations (mm)                   | 52,3           | 46,9             | 48,4          | 50,9            | 63,7            | 60,1          | 54,6            | 53,4           | 52,3            | 60,9            | 60,3           | 69,3             | 673,1     |

### Milieux naturels et biodiversité

#### Espaces protégés
La protection réglementaire est le mode d’intervention le plus fort pour préserver des espaces naturels remarquables et leur biodiversité associée,.
La réserve de biosphère « Fontainebleau et Gâtinais », zone centrale et zone de transition, est un espace protégé sur la commune, créé en 1998 et d'une superficie totale de 150 544 ha (46 056 ha pour la zone centrale). Cette réserve de biosphère, d'une grande biodiversité, comprend trois grands ensembles : une grande moitié ouest à dominante agricole, l’emblématique forêt de Fontainebleau au centre, et le Val de Seine à l’est. La structure de coordination est l'Association de la Réserve de biosphère de Fontainebleau et du Gâtinais, qui comprend un conseil scientifique et un Conseil Education, unique parmi les Réserves de biosphère françaises,,.

#### Zones naturelles d'intérêt écologique, faunistique et floristique

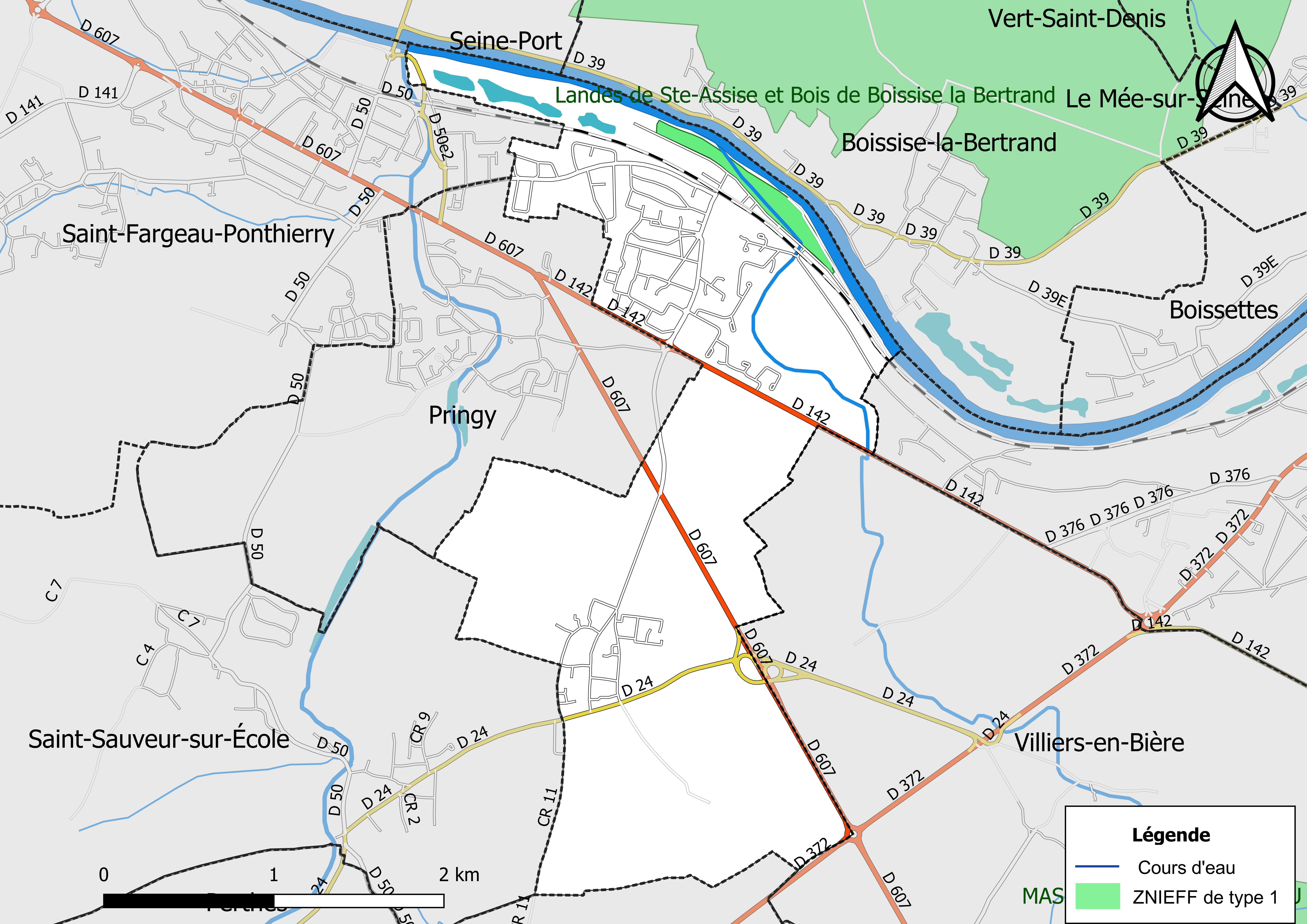
Carte des ZNIEFF de type 1 localisées sur la commune.

L’inventaire des zones naturelles d'intérêt écologique, faunistique et floristique (ZNIEFF) a pour objectif de réaliser une couverture des zones les plus intéressantes sur le plan écologique, essentiellement dans la perspective d’améliorer la connaissance du patrimoine naturel national et de fournir aux différents décideurs un outil d’aide à la prise en compte de l’environnement dans l’aménagement du territoire.
Le territoire communal de Boissise-le-Roi comprend une ZNIEFF de type 1,, 
la « prairie Malecot » (13,25 ha)

## Urbanisme

### Typologie
Au 1er janvier 2024, Boissise-le-Roi est catégorisée ceinture urbaine, selon la nouvelle grille communale de densité à sept niveaux définie par l'Insee en 2022.
Elle appartient à l'unité urbaine de Paris, une agglomération inter-départementale regroupant 407  communes, dont elle est une commune de la banlieue,,. Par ailleurs la commune fait partie de l'aire d'attraction de Paris, dont elle est une commune de la couronne,. Cette aire regroupe 1 929 communes,.

### Occupation des sols
L'occupation des sols de la commune, telle qu'elle ressort de la base de données européenne d’occupation biophysique des sols Corine Land Cover (CLC), est marquée par l'importance des territoires agricoles (54,1 % en 2018), une proportion sensiblement équivalente à celle de 1990 (54,7 %). La répartition détaillée en 2018 est la suivante : 
terres arables (54,11 %), 
zones urbanisées (34,71 %), 
forêts (7,60 %), 
eaux continentales (2,80 %), 
zones industrielles ou commerciales et réseaux de communication (0,78 %).
| Type d’occupation | 1990      | 1990    | 2018      | 2018    | Bilan    |
| --- | --------- | ------- | --------- | ------- | -------- |
| Territoires artificialisés (zones urbanisées, zones industrielles ou commerciales et réseaux de communication, mines, décharges et chantiers, espaces verts artificialisés ou non agricoles) | 243,91 ha | 34,27 % | 252,57 ha | 35,49 % | 8,66 ha  |
| Territoires agricoles (terres arables, cultures permanentes, prairies, zones agricoles hétérogènes)                                                                                          | 389,43 ha | 54,71 % | 385,15 ha | 54,11 % | −4,28 ha |
| Forêts et milieux semi-naturels (forêts, milieux à végétation arbustive et/ou herbacée, espaces ouverts sans ou avec peu de végétation)                                                      | 58,51 ha  | 8,22 %  | 54,13 ha  | 7,60 %  | −4,38 ha |
| Surfaces en eau (Eaux continentales, Eaux maritimes) | 19,91 ha  | 2,80 %  | 19,91 ha  | 2,80 %  | 0 ha     |

Parallèlement, L'Institut Paris Région, agence d'urbanisme de la région Île-de-France, a mis en place un inventaire numérique de l'occupation du sol de l'Île-de-France, dénommé le MOS (Mode d'occupation du sol), actualisé régulièrement depuis sa première édition en 1982. Réalisé à partir de photos aériennes, le Mos distingue les espaces naturels, agricoles et forestiers mais aussi les espaces urbains (habitat, infrastructures, équipements, activités économiques, etc.) selon une classification pouvant aller jusqu'à 81 postes, différente de celle de Corine Land Cover,,. L'Institut met également à disposition des outils permettant de visualiser par photo aérienne l'évolution de l'occupation des sols de la commune entre 1949 et 2018.

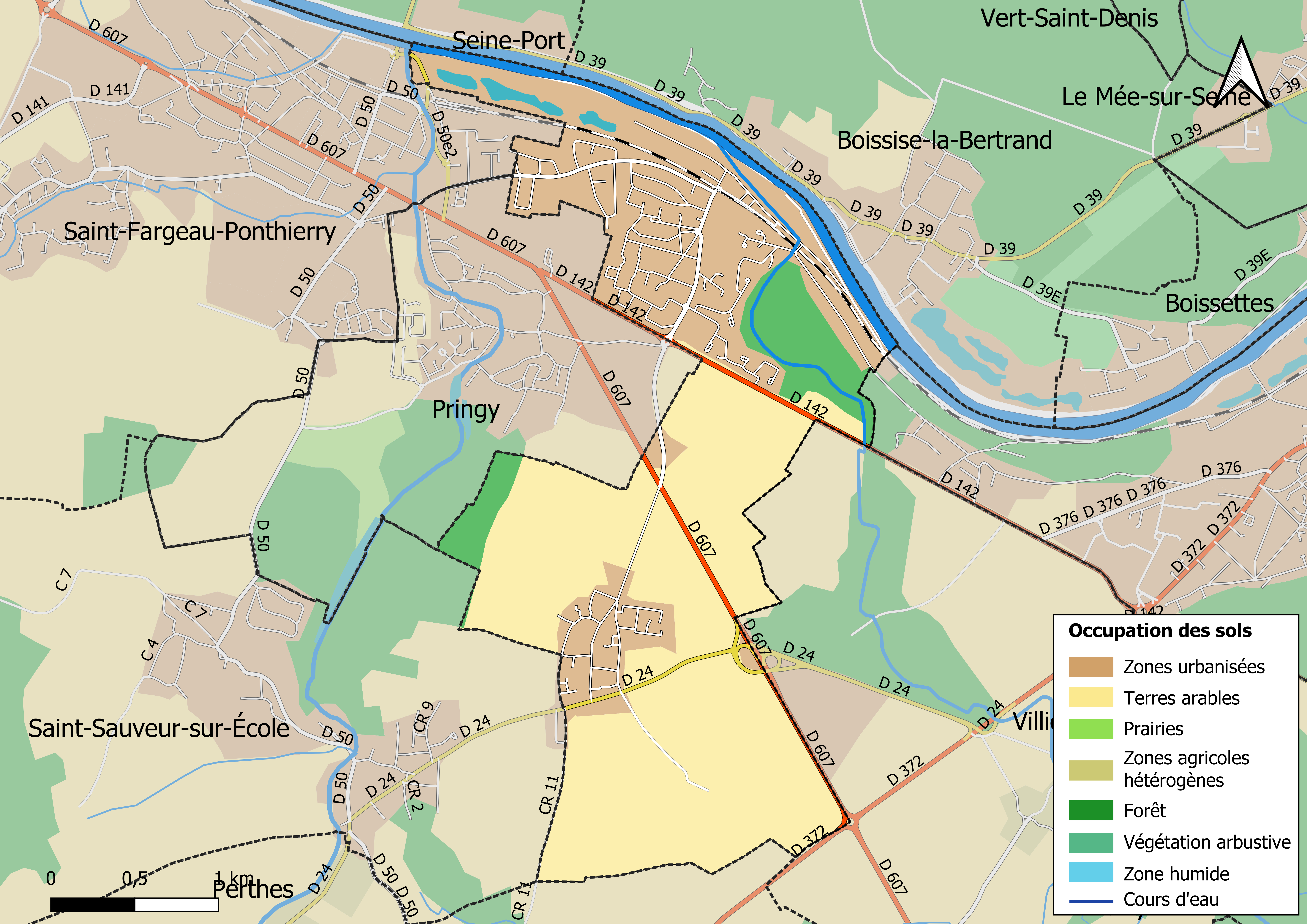
Carte des infrastructures et de l'occupation des sols en 2018 (CLC) de la commune.
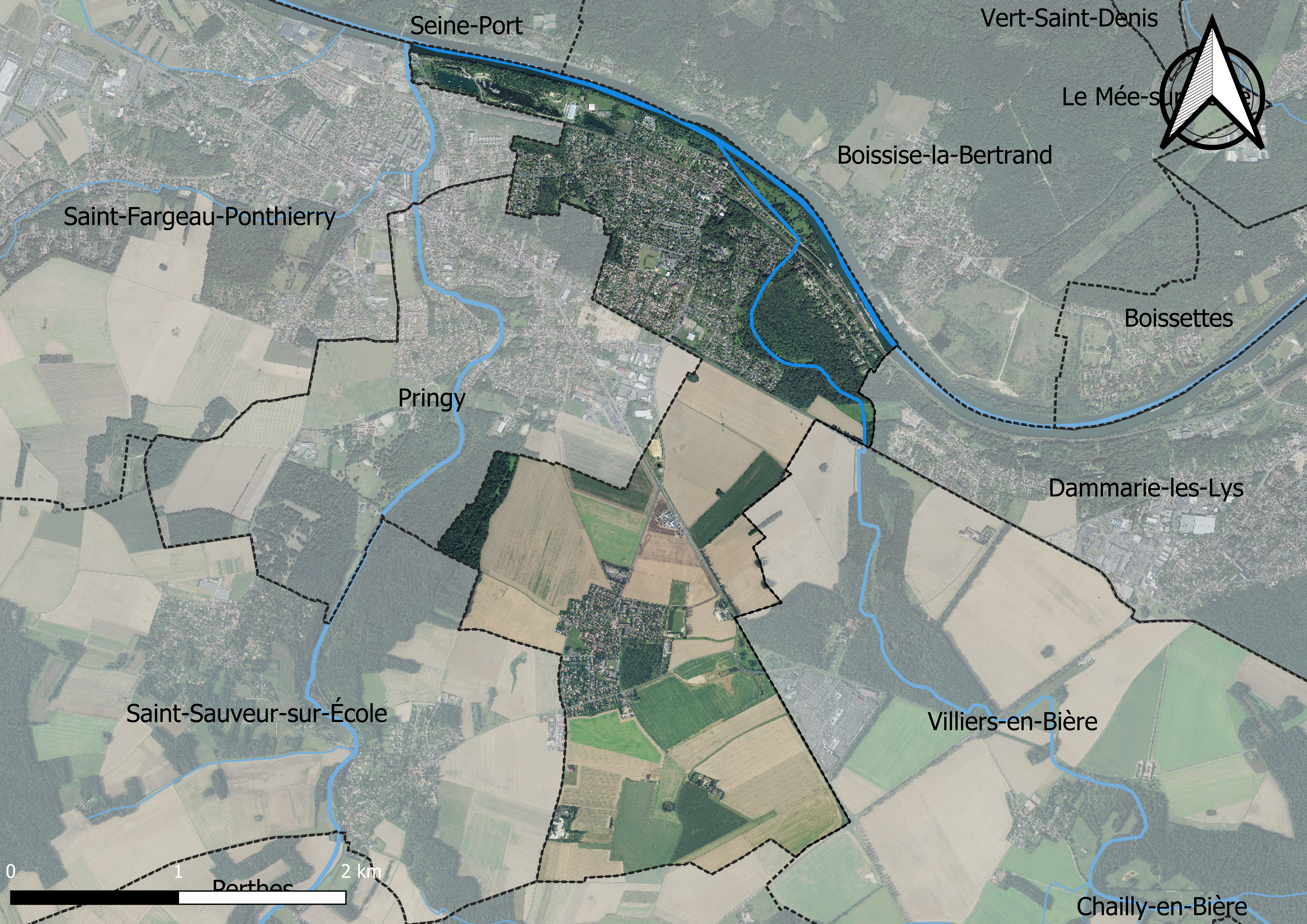
Carte orhophotogrammétrique de la commune.

### Planification
La loi SRU du 13 décembre 2000 a incité les communes à se regrouper au sein d’un établissement public, pour déterminer les partis d’aménagement de l’espace au sein d’un SCoT, un document d’orientation stratégique des politiques publiques à une grande échelle et à un horizon de 20 ans et s'imposant aux documents d'urbanisme locaux, les PLU (Plan local d'urbanisme). La commune est dans le territoire du SCOT Région melunaise, dont l'élaboration a été engagée de 2013 à 2015, puis poursuivie à partir de 2017 sur un périmètre différent et porté par la communauté d'agglomération Melun Val de Seine.
La commune, en 2019, avait engagé l'élaboration d'un plan local d'urbanisme.

### Lieux-dits et écarts

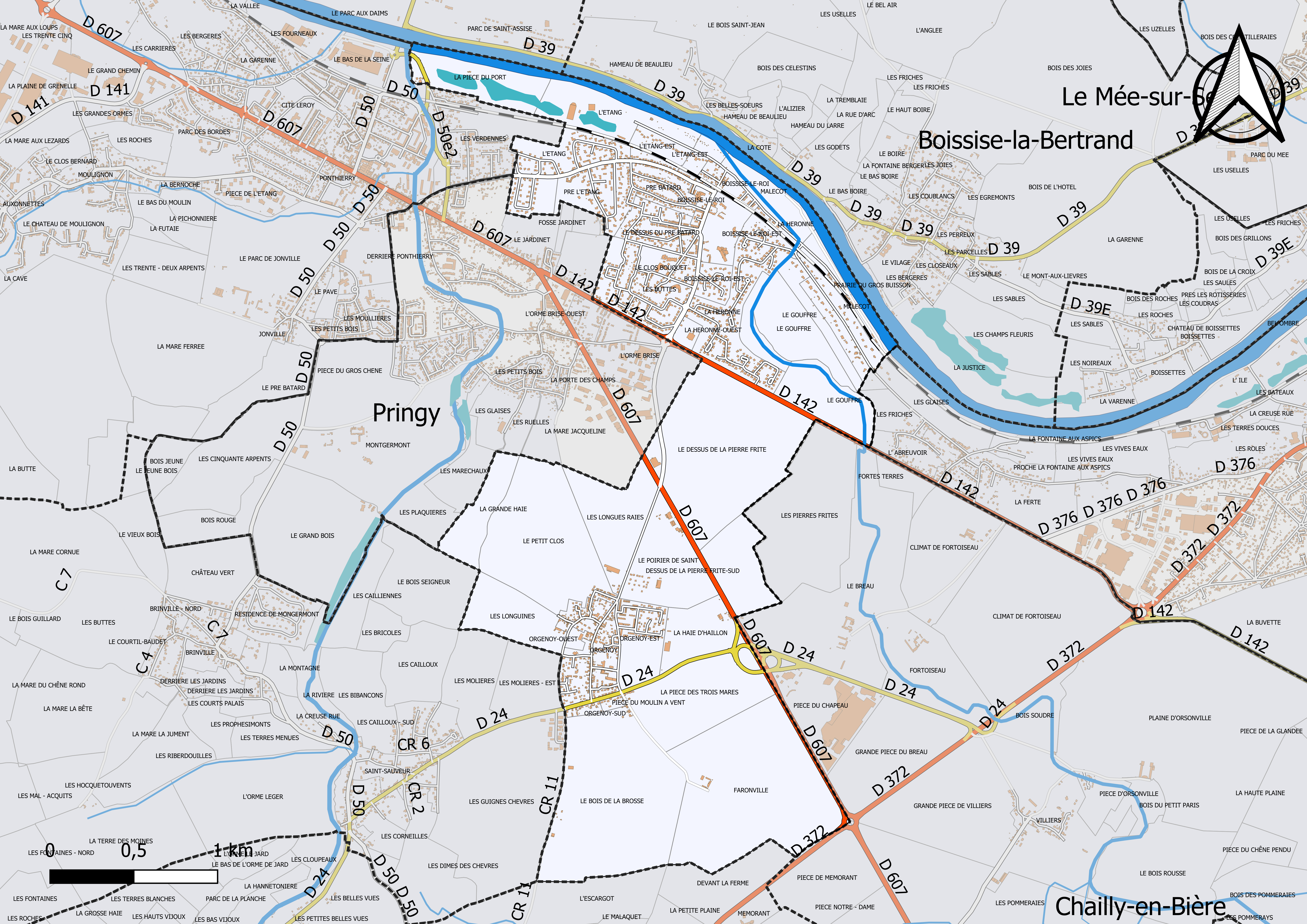
Carte du cadastre de la commune de Boissise-le-Roi.

La commune compte 35 lieux-dits administratifs répertoriés consultables ici dont Orgenoy (source : le fichier Fantoir).

### Logement
En 2016, le nombre total de logements dans la commune était de 1 472 dont 90,5 % de maisons et 9,2 % d'appartements.
Parmi ces logements, 95,2 % étaient des résidences principales, 1,3 % des résidences secondaires et 3,5 % des logements vacants.
La part des ménages fiscaux propriétaires de leur résidence principale s'élevait à 82,6 % contre 16,7 % de locataires dont, 10,6 % de logements HLM loués vides (logements sociaux) et, 0,7 % logés gratuitement.

### Voies de communication et transports

#### Voies de communication
La ligne de chemin de fer de Corbeil-Essonnes à Montereau traverse le nord du territoire de la commune en longeant la rive gauche de la Seine.
Plusieurs routes départementales relient Boissise-le-Roi aux communes voisines :
- la D 607 (ancienne route nationale 7), à Pringy, au nord-ouest ; et à Villiers-en-Bière, au sud-est ;
- la D 24, à Saint-Sauveur-sur-École, à l'ouest ; et à Villiers-en-Bière, à l'est ;
- la D 142, à Pringy, au nord-ouest ; et à Dammarie-les-Lys, au sud-est.

#### Transports

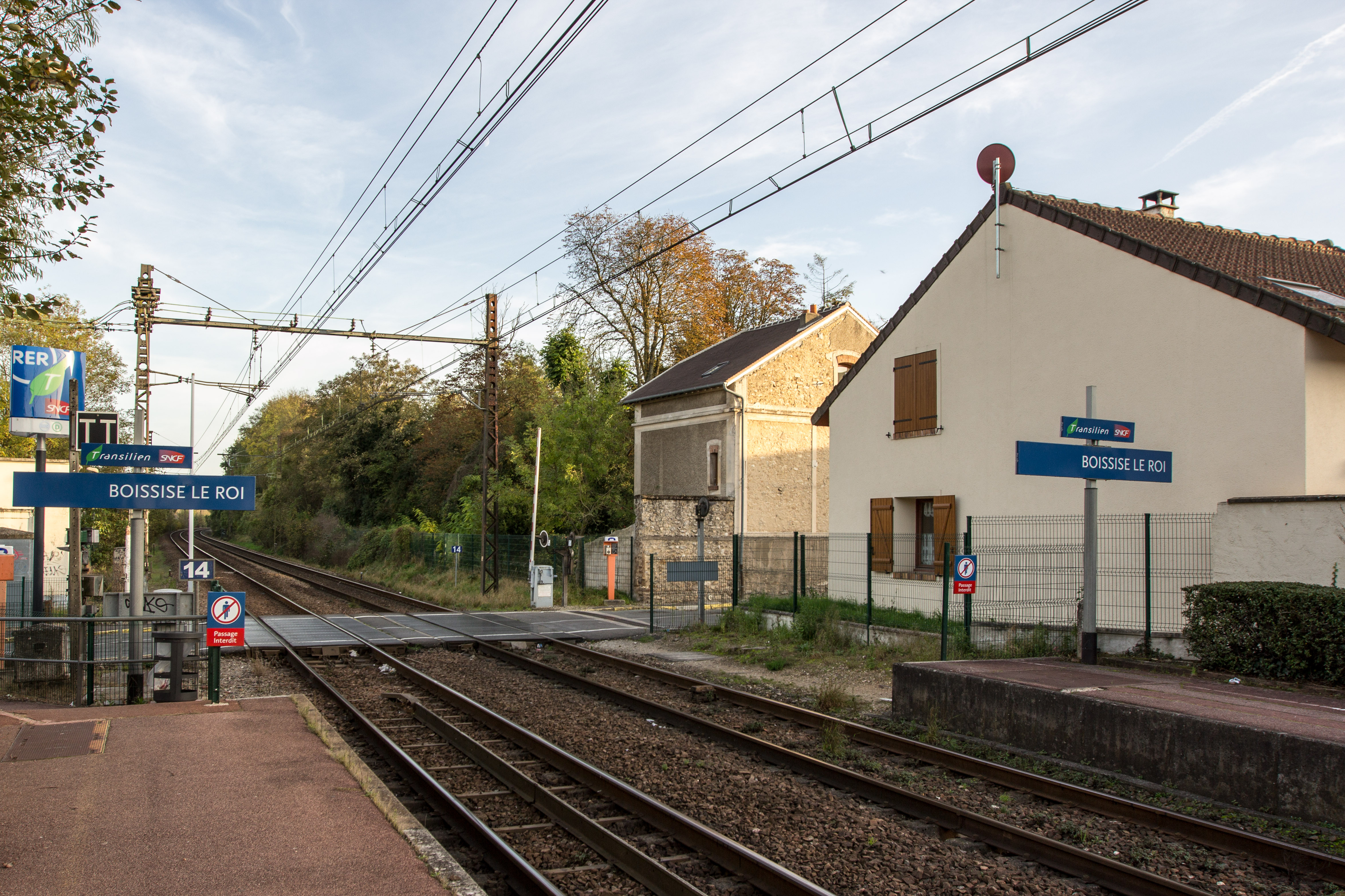
La gare de Boissise-le-Roi.

La gare de Boissise-le-Roi, située au nord de la commune, est desservie par les trains de la ligne D du RER qui assurent des liaisons cadencées entre les gares de Corbeil-Essonnes et de Melun.
La commune est desservie par plusieurs lignes de bus du réseau d'autobus d'Île-de-France :
- trois lignes du réseau de bus Fontainebleau - Moret :
  - la ligne no 23, qui relie Saint-Fargeau-Ponthierry à Avon ;
  - la ligne no 111, qui relie Boissise-le-Roi à Perthes (collège) ;
  - la ligne no 112, qui relie Villiers-en-Bière à Perthes (collège).
- trois lignes du réseau de bus Grand Melun :
  - la ligne O, qui relie Cesson à Dammarie-les-Lys ;
  - la ligne V, qui relie Saint-Fargeau-Ponthierry (gare de Ponthierry - Pringy) à Melun (gare de Melun) ;
  - la ligne S4, qui relie Boissise-le-Roi à Melun.

## Toponymie
Le nom de la localité est mentionné sous les formes Apud Boyssissiam regis en 1293, ; Boissisia regis en 1360, ; Boissesia regis en 1369, ; Boissise sur Seine en 1384, ; Boissise le Roy en 1398, ; Boississe en 1439, ; Boicize le Roy en 1489, ; Boissire le Roy en 1518, ; Boucize le Roy en 1541, ; Boississe la Nation en 1792 et 1793,.
En l'an II, Boissise-le-Roi porte le nom de Boissise-la-Nation.
L'étymologie de Boissise-le-Roi, Boissettes, Boissise-la-Bertrand, localités situées à une faible distance les unes des autres, est évidemment la même pour chacune d'elles. Le mot latin Boscus, en doit être l'origine. Quant au surnom le Roi, que nous rencontrons ici, il indique que ce territoire faisait originairement partie du domaine royal, probablement antérieure à l'avènement des Capétiens.

## Histoire

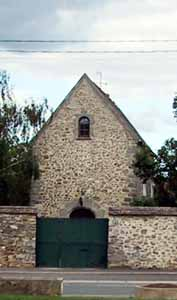
Orgenoy, l'ancienne chapelle du XIIe siècle.

### Histoire d'Orgenoy le Roy
Le roi Louis VI fonde l'abbaye de Saint-Victor à Paris. Par un document en latin donné à Châlons-en-Champagne, il lui donne des biens situés à Puiseaux, Orgenoy, Bucy, Corbeilles, Fontenay, Larchant, etc,. Orgenoy a été donné en 1113 par Louis VI aux religieux de Saint-Victor à Paris. À cette époque, il y avait à Orgenoy une chapelle qui servit ensuite d'écurie et maintenant transformée en maison d'habitation).
Le roi voulant que les chanoines qui prieront pour le salut du royaume pour le roi et sa famille fussent débarrassés des soucis de la vie pour se livrer à leurs occupations spirituelles, leur donna de grands biens. Dans une assemblée de prélats convoqués à Chalons, il leur donna notamment : Orgenoy, Burcy, Fontenay et Larchant. Cette charte fut signée des prélats Yves de Chartres et Marrasse, évêque de Meaux. En 1186, Guy Ier de Noyers, archevêque de Sens, confirme les donations faites à l'abbaye des terres d'Orgenoy et Boissise-le-Roi. Orgenoy était une seigneurie de l'abbaye de Saint-Victor qui avait prévôté et haute justice,.
Extrait du journal de François Grin, religieux du couvent d'Orgenoy : « Le lundi 14e jour dudict mois de juillet 1567, fut pendu et estranglé en notre justice d'Orgenoy, condamné de notre Prévost dudict lieu, un nommé Pierre Olivier, dit Lamare, pour plusieurs meurtres larcins vole-vies par lui commises et principalement en la personne de notre fermier et Prévost dudict lieu, nommé Jules Blondeau, qui auroist ésté par icelui méchamment occis. »

### Histoire de Boissise-le-Roy
Boissise-le-Roi s'appelait Boissiacum Regis et était au XIIIe siècle un château fort avec tourelles et chapelle. Ce château était le fief de la famille de Thumery. Oudart de Thumery, écuyer, seigneur de Boissise-le-Roi, près de Melun, et d'autres terres aux environs de Sens, vivait en 1340. Il était fils de Bertrand de Thumery, écuyer, seigneur d'Escury et de Nicole de la Dehors. Il avait épousé Marguerite de Dixy, fille de Pierre de Dixy, conseiller au Parlement de Paris. En 1269, don par saint Louis aux dames du Lys de deux arpents de vignes situés à Boissise-le-Roi.
En 1400, il appartenait à Gobert de Thumery, chevalier du roi et seigneur de Boissise-le-Roi. En 1429 pendant l'occupation anglaise, le château fut ruiné et la chapelle effondrée après incendie. Après les troubles, Denis de Thumery reconstruisit le château mais abandonna la chapelle pour en faire une église paroissiale dédiée à Saint Denis. En 1441, Enguerrand de Thumery, fils de Gobert de Thumery était seigneur de Dampierre, Senlis et autres lieux. Il servit contre les Anglais et conduisit une compagnie que les Parisiens envoyaient au secours de Pontoise. Par la suite, la famille des Thumery s'est éteinte en 1875.
On note la venue de Henri IV au château de Boissise-le-Roi (pas de date mentionnée). Il était à ce moment l'hôte du seigneur de Thumery. On conserva dans le château, jusqu'à l'incendie de 1834, qui le dévora en partie, un bois de lit sculpté avec des guirlandes de roses et des amours, derniers souvenirs de la chambre à coucher du Roi.

### Rapprochement des deux hameaux
La loi du 20 juillet 1791 réunit Orgenoy à la paroisse de Boissise-le-Roi et les hameaux de La Planche et Faronville à la paroisse de Saint-Sauveur. Faronville, prieuré de Sainte-Marie-Madeleine, était une ferme donnée en 1134 à l'abbaye de Saint-Victor qui y érigea un prieuré au XIIIe siècle.
En 1545 le prieuré disparut et il n'y eut plus qu'une ferme. Ce lieu est indiqué par Fleury[Qui ?] parmi les lieux où devaient être portés les rouleaux mortuaires des religieux de Saint-Victor, décédés. Le 30 janvier 1790, la ferme d'Orgenoy et les terres ont été vendues à Joachim de Château-Villard, seigneur de Villiers et Bréau, moyennant la somme de 34 500 francs. La ferme d'Orgenoy a appartenu également au comte Ludovic de la Tour du Pin et sa femme. Ils la louent en 1841 (266 hectares) à Lamy moyennant 18 000 francs par an. Victor Yvart (agronome, membre de l'Institut) a exploité la ferme d'Orgenoy. Il habitait Seine-Port où il est mort en 1831.

### Histoire de l'enseignement
L'école mixte de Boissise-le-Roi est de fondation récente ; elle date de 1867. Antérieurement à cette époque, les enfants fréquentaient les écoles de Saint-Sauveur et Pringy (ceux d'Orgenoy allaient à Saint-Sauveur et ceux de Boissise à Pringy et cela depuis les temps les plus reculés, car la commune de Boissise-le-Roi semble n'avoir jamais eu d'école particulière. Une délibération du conseil municipal du 26 mai 1835, établit ainsi la répartition du budget de l'enseignement primaire :
- Traitement de l'instituteur, y compris la rétribution pour l'éducation des enfants pauvres 200 F
- Indemnité de logement à l'instituteur : 75 F.

Cette somme était alors répartie (total de 275 F) de la manière suivante :
- À l'instituteur de St Sauveur : 120 F.
- À la commune pour l'indemnité de logement : 50 F.
- À l'instituteur de Pringy : 80 F.
- À la commune pour l'indemnité de logement : 25 F.

La somme allouée subissant chaque année une légère modification, atteignit en 1866 le chiffre de 535 F. Toutefois, vers 1854, les enfants d'Orgenoy ne furent plus astreints à fréquenter exclusivement l'école de Saint-Sauveur, et qu'ils purent aller facultativement à celle de Pringy. Dès lors la somme inscrite au budget communal dut être partagée au prorata du nombre d'élèves fréquentant chacune des deux écoles.
Cet état de chose dura jusqu'en 1867, époque à laquelle le conseil municipal émit le vœu d'obtenir un instituteur. Un local fut loué en attendant la construction de la maison d'école Actuelle qui n'était encore qu'à l'état de projet et un instituteur fut nommé.

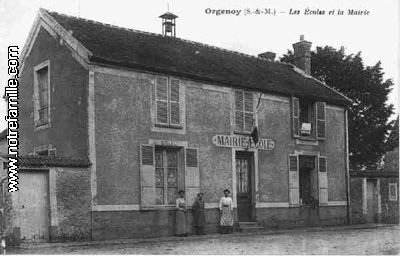
Orgenoy, ancienne mairie-école, années 1920.

### Extraits d'archives départementales
Commune de Boissise-le-Roi. (Archives de Seine-et-Marne) Édition Blondel à Meaux (1868)
(Boissiacum-Regis) Ecclesia Sancti Dyonisii (Bulle du pape Alexandre III, en faveur de l'abbaye Saint-Père de Melun (janvier 1160). Autrefois diocèse de Sens, conférence de Saint-Port collateur de l'abbaye de Saint-Père, actuellement diocèse de Meaux. On ne peut nier que l'étymologie de Boisettes, Boissise-le-Bertrand, Boissise-le-Roi, localités situées à une faible distance les unes des autres, ne soit évidemment la même pour chacune d'elles. Le mot Boscus, de la basse latinité, en doit être l'origine. Quant au surnom le Roi, que nous rencontrons ici, il indique que ce territoire faisait originairement partie du domaine royal, à une époque très reculée et probablement antérieure à l'avènement des Capétiens. Boissise-le-Roi, canton de Perthes, est un village de mince importance, situé sur la rive gauche de la Seine, à peu de distance du fleuve, et au bas d'un plateau dont les parties supérieures sont douées d'une certaine fertilité. Le territoire comporte environ 709 hectares de terres labourables, prairies, bois, broussailles et vergers.
Quelques découvertes en souvenirs archéologiques, témoignent de l'antiquité de ce pays. Deux parties du territoire, appelées Pierre-Fritte (Pierre-Fritte, pierre fichée, menhir) et la fosse au diable situées sur le chemin de Boissise à Orgenoy, rappellent les temps celtiques. Dans le voisinage du château, on trouve des tuiles carrées à rebords qui remontent vers l'époque romaine. L'ancienne voie dite vieille route de Bourgogne, que l'on tient pour chemin romain et qui se dirigeait vers le pont de Samois passe sur les hauteurs de Boissise. En 1862, les dragages du barrage des Vives-Eaux ont fait découvrir dans la Seine, sur le territoire de cette commune, la matrice d'un sceau du XIIIe siècle dont le type est un griffon, et qui porte la légende : S. consullatus januensium in Francia (Sceau du consulat des Génois en France).

### Histoire du pays (production)

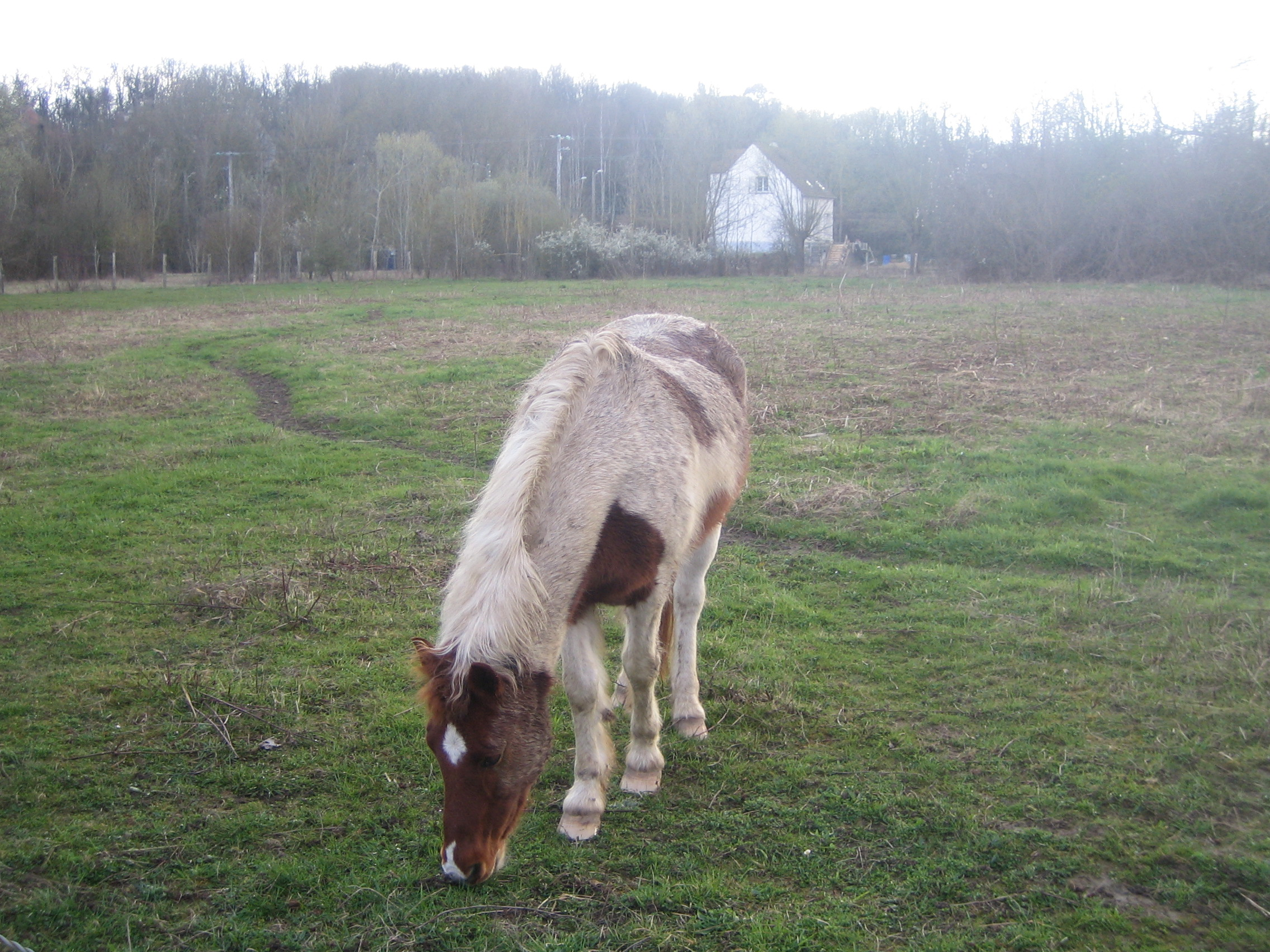
Témoignage du passé agricole du village.

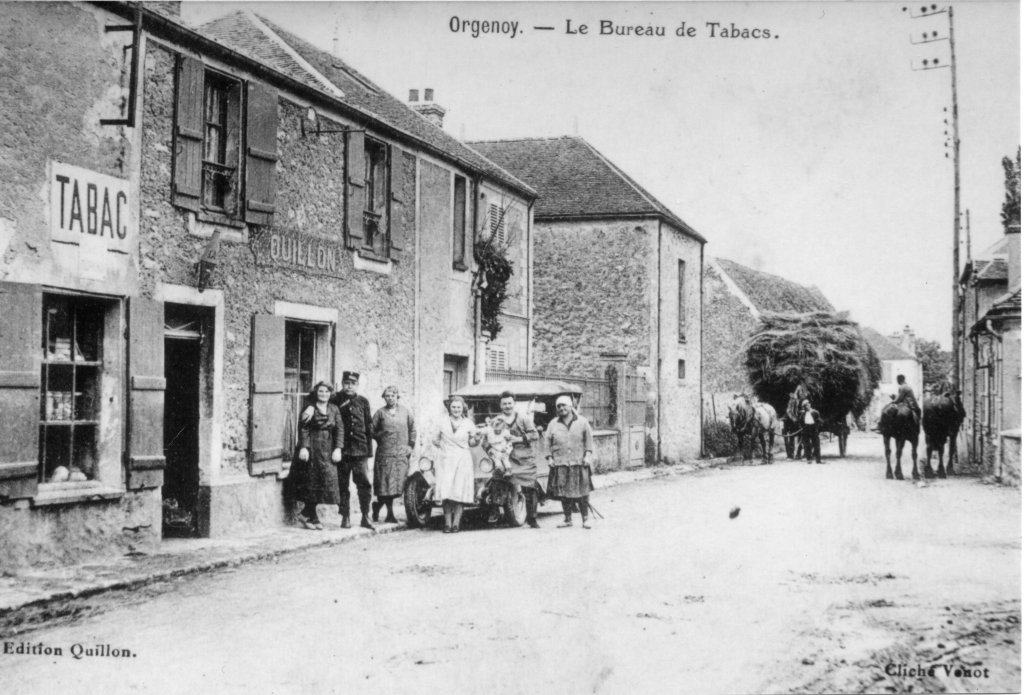
Orgenoy, café Berthelot 1921.

Boissise-le-Roi a l'aspect d'un pays essentiellement agricole. Sous le rapport de la fertilité de son sol, elle peut se diviser en deux parties distinctes :
- au nord en se rapprochant de la Seine, le terrain (silicocalcaire) est de qualité moyenne. Les céréales y sont cependant exclusivement cultivées ;
- plus au sud dans la partie du plateau constituant l'exploitation de la grande ferme d'Orgenoy ainsi que celle des petites fermes de Faronville et de la Folie, on trouve un terrain argilo-silicocalcaire très fertile. Les céréales de toutes sortes y croissent abondamment.

La pierre meulière qui forme des bans considérables près du village d'Orgenoy est exploitée en assez grande quantité comme pierre à bâtir et pour la construction de meules de moulins. Orgenoy est d'ailleurs une succursale de La Ferté-sous-Jouarre dont les meules sont depuis longtemps recherchées par la minoterie française et étrangère. Elle s'exportent principalement en Amérique. Grâce à cette production naturelle de son sol, on peut dire d'Orgenoy que ses habitants se livrent pour une première moitié de leur temps à l'agriculture et pour l'autre moitié à l'extraction de la pierre par de nombreux émigrés italiens (voir article suivant). Le château, de forme rectangulaire, est flanqué de tourelles sur la façade côté Seine. Quelques parties paraissent être du XIVe siècle mais la presque totalité a été reconstruite il y a environ 35 ans à la suite d'un incendie. Un acte du XVIIe siècle désigne ainsi le château : « Hôstel fermé de murs à créneaux, pont-levis qui de lève et s'abaisse ».
L'ancienne seigneurie appartint pendant une longue suite d'années (quatre siècles) à la famille des marquis De Thumery originaires de Brie-Comte-Robert, dont quelques membres portèrent l'épée et le plus grand nombre la robe. C'étaient des gens de bien, très considérés dans la contrée.
Au temps de Louis XIV, Germain-Christophe De Thumery, seigneur chevalier, baron de Ves-en-Valois était président de la deuxième chambre des enquêtes du Parlement. Il épousa Madeleine Le Tellier de la famille du célèbre ministre de ce nom. Nicolas De Thumery, son fils, était chambellan du duc d'Orléans en 1664. Vers le milieu du XVIIIe siècle, la terre de Boissise passa par suite d'une acquisition, entre les mains de messire Charles Jean baron De Beausse, sieur de Clèves, chevalier, vicomte de Fromentel, conseiller du roi, auditeur en sa chambre des comptes, marié à Catherine Louise De Bussy De Montigny. Leur fille Catherine célibataire, difforme, bossue, est morte à Boissise en 1828.
Le médecin Sabatier, de l'Académie des sciences et chirurgien-major de l'hôtel des Invalides, possédait des propriétés foncières à Boissise-le-Roi vers la fin du XVIIIe siècle. Les abbés de Saint-Père, à Melun et de Saint-Victor de Paris, dînaient dans cette paroisse, concurremment avec le curé.

### Histoire du hameau d'Orgenoy

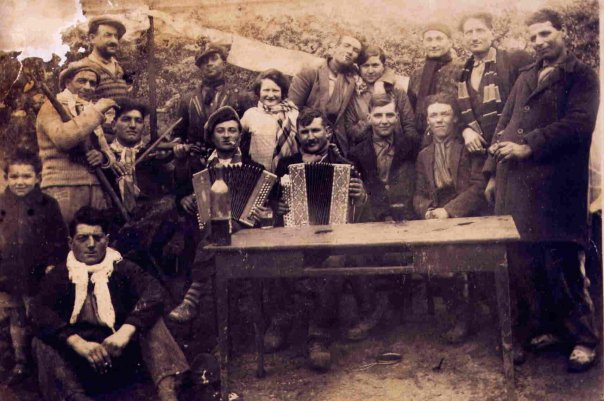
Émigrés italiens d'Orgenoy, années 1930.

Hameau au milieu d'une plaine fertile, ancienne seigneurie qui appartenait à l'abbaye de Saint-Victor de Paris. Les bâtiments de la ferme seigneuriale datent en partie du XIIIe siècle. On y voit notamment une grange spacieuse, divisée en trois travées par une double rangée de piliers en bois qui supportent la charpente, les deux pignons et les murs latéraux sont garnis de contrefort à l'instar des églises du temps. Les bas-côtés, égaux en largeur, sont compris avec la nef principale, sous un même toit, la chapelle dénuée d'intérêt sert d'écurie.
Montplaisir : des vestiges d'ancien four à chaux, cave, maison appelée Montplaisir, qui existait encore en bon état à la fin du XVIIIe siècle se rencontrent sur les bords de la Seine. L'économie d'Orgenoy était basée sur l'agriculture jusqu'au début du XXe siècle.
Orgenoy voit arriver de nombreuses familles d'émigrés italiens dans les années 1920, venant principalement du village de Posina en Vénétie. Ces hommes travailleront tous très dur dans les rudes carrières de pierres meulières pour un salaire misérable (environ 50 anciens francs par semaine). La plupart participeront à la Seconde Guerre mondiale dans l'armée française.
Après la guerre, les exploitations et carrières Piketty étaient l'activité principale des urluquois et de l'économie locale ; il y avait trois carrières principales avec transbordeurs et un train les reliait aux bords de Seine. Orgenoy voyant sa population italienne augmentée, on surnommait le village « petite Italie ». À cette époque, Orgenoy comptait plusieurs bistros, épiceries, marchands ambulants, cantines et même une petite salle de cinéma à l'étage du café Berthelot, face à la rue de la sellerie. La plupart des foyers n'avaient ni eau courante ni chauffage jusqu'à la fin des années 1950. Certains carriers vivaient dans de petites maisons en bois enduites de goudron à côté des carrières. Malgré cette pauvreté, les habitants étaient soudés grâce à la bonne ambiance et à la cohésion entre carriers et leur famille.
Les carrières fermèrent peu à peu leurs portes avec l'apparition du parpaing dans les années 1960. Une grande page de l'histoire d'Orgenoy se ferme. Par la suite, une entreprise de fonte de déchets d'animaux est créée par Isaac Gonçalves, un homme d'affaires d'origine portugaise. Cette usine insalubre sera remplacée par un lotissement dans les années 1980 et 1990.
Isaac Gonçalves sera élu maire de la commune pendant plus de trente ans, fera construire à Orgenoy la salle des fêtes (années 1970), plusieurs lotissements, un quartier HLM, une laverie communale, une station d'épuration, un stade de football, une nouvelle école primaire avec cantine municipale (années 1980) et réaménagera le village. De nombreuses familles portugaises arrivèrent à Orgenoy pour y travailler dans les années 1970 et s'y installèrent. Actuellement, Orgenoy est loin de son passé pauvre et compte environ 1 200 habitants.

## Politique et administration

### Rattachements administratifs et électoraux
La commune se trouve dans l'arrondissement de Melun du département de Seine-et-Marne. Pour l'élection des députés, elle fait partie depuis 2012 de la première circonscription de Seine-et-Marne.
Elle faisait partie de 1801 à 1975 du canton de Melun-Sud, année où la commune est rattachée au canton de Perthes. Dans le cadre du redécoupage cantonal de 2014 en France, la commune est désormais intégrée au canton de Saint-Fargeau-Ponthierry.

### Intercommunalité
La commune est membre de la communauté d'agglomération Melun Val de Seine, qui a succédé au District de l’Agglomération Melunaise (DAM) auquel Vaux-ler-Pénil avait adhéré en 1991.

### Liste des maires
| Période                                  | Période                   | Identité                          | Étiquette    | Qualité                                                                             |
| ---------------------------------------- | ------------------------- | --------------------------------- | ------------ | ----------------------------------------------------------------------------------- |
| Les données manquantes sont à compléter. |                           |                                   |              |                                                                                     |
| 1804                                     | janvier 1817              | Jérôme Sadron                     |              | Régisseur du château                                                                |
| janvier 1817                             | 1821                      | Jean François Chumeau             |              | Cultivateur vigneron                                                                |
| 1821                                     | avril 1836                | Charles François Garnot           |              | Cultivateur                                                                         |
| avril 1836                               | 1848                      | François Bareiller                |              | Propriétaire                                                                        |
| Les données manquantes sont à compléter. |                           |                                   |              |                                                                                     |
| 1865                                     | 1892                      | Honoré Cazolas Robert             |              | Cultivateur                                                                         |
| 1892                                     | 1897                      | Denis Géault                      |              | Cultivateur                                                                         |
| 1897                                     |                           | Zéphir Vincent Magloire Beaudenon |              | Charron                                                                             |
| 1900                                     |                           | Philippe Eugène Bizord            |              | Cultivateur                                                                         |
| 1897                                     | 1907                      | Zéphir Vincent Magloire Beaudenon |              | Charron                                                                             |
| 1912                                     |                           | Ernest Bizord                     |              | Propriétaire                                                                        |
| 1919                                     |                           | Denis Géault                      |              | Propriétaire                                                                        |
| 1920                                     |                           | Théodore Gabriel Juvernat         |              | Restaurateur                                                                        |
| 1921                                     |                           | Émile Berthelot                   |              | Commerçant                                                                          |
| 1923                                     |                           | Simon Joseph Bardoux              |              | Propriétaire                                                                        |
| 1927                                     |                           | Gauchet                           |              |                                                                                     |
| 1928                                     |                           | Charles Gautier                   |              |                                                                                     |
| 1929                                     |                           | Fernand Gautier                   |              |                                                                                     |
| octobre 1931                             |                           | Léon Hildenbrand                  |              | Maréchal-ferrant                                                                    |
| 1934                                     | 1936                      | Roger Chartier                    |              |                                                                                     |
| 1936                                     | 1940                      | Henri Carriat                     |              | Artisan maçon                                                                       |
| 1940                                     | 1945                      | Ernest Bizord                     |              | Propriétaire                                                                        |
| 1945                                     | mars 1959                 | Henri Carriat                     |              | Artisan maçon                                                                       |
| mars 1959                                | juin 1995                 | Isaac Gonçalves                   |              | Chef d'entreprise                                                                   |
| juin 1995                                | mars 2008                 | Claude Billerey                   | RPR puis UMP | Navigant Air France                                                                 |
| mars 2008                                | mai 2020                  | Gérard Aubrun                     | DVD          | Retraité des travaux publics Vice-président de la CA Melun Val de Seine ( ? → 2020) |
| mai 2020 ,                               | En cours (au 5 juin 2020) | Véronique Chagnat                 | DVD          | 12e vice-présidente de la CA Melun Val de Seine (2020 → )                           |

### Jumelages
- Caerano di San Marco (Italie)
- Aveloso (Portugal)

## Équipements et services

### Eau et assainissement
L’organisation de la distribution de l’eau potable, de la collecte et du traitement des eaux usées et pluviales relève des communes. La loi NOTRe de 2015 a accru le rôle des EPCI à fiscalité propre en leur transférant cette compétence. Ce transfert devait en principe être effectif au 1er janvier 2020, mais la loi Ferrand-Fesneau du 3 août 2018 a introduit la possibilité d’un report de ce transfert au 1er janvier 2026,.

#### Assainissement des eaux usées
En 2020, la gestion du service d'assainissement collectif de la commune de Boissise-le-Roi est assurée par la communauté d'agglomération Melun Val de Seine (CAMVS) pour la collecte, le transport et la dépollution. Ce service est géré en délégation par une entreprise privée, dont le contrat arrive à échéance le 31 décembre 2023,,.
L’assainissement non collectif (ANC) désigne les installations individuelles de traitement des eaux domestiques qui ne sont pas desservies par un réseau public de collecte des eaux usées et qui doivent en conséquence traiter elles-mêmes leurs eaux usées avant de les rejeter dans le milieu naturel. La communauté d'agglomération Melun Val de Seine (CAMVS) assure pour le compte de la commune le service public d'assainissement non collectif (SPANC), qui a pour mission de vérifier la bonne exécution des travaux de réalisation et de réhabilitation, ainsi que le bon fonctionnement et l’entretien des installations,,.

#### Eau potable
En 2020, l'alimentation en eau potable est assurée par la commune qui en a délégué la gestion à l'entreprise VeoliaFAUX,,.

## Population et société

### Démographie
L'évolution du nombre d'habitants est connue à travers les recensements de la population effectués dans la commune depuis 1793. Pour les communes de moins de 10 000 habitants, une enquête de recensement portant sur toute la population est réalisée tous les cinq ans, les populations de référence des années intermédiaires étant quant à elles estimées par interpolation ou extrapolation. Pour la commune, le premier recensement exhaustif entrant dans le cadre du nouveau dispositif a été réalisé en 2008.

En 2022, la commune comptait 3 828 habitants, en évolution de +1,22 % par rapport à 2016 (Seine-et-Marne : +3,92 %, France hors Mayotte : +2,11 %).
| 1793 | 1800 | 1806 | 1821 | 1831 | 1836 | 1841 | 1846 | 1851 |
| ---- | ---- | ---- | ---- | ---- | ---- | ---- | ---- | ---- |
| 249  | 277  | 270  | 218  | 297  | 200  | 312  | 300  | 284  |

| 1856 | 1861 | 1866 | 1872 | 1876 | 1881 | 1886 | 1891 | 1896 |
| ---- | ---- | ---- | ---- | ---- | ---- | ---- | ---- | ---- |
| 256  | 272  | 289  | 294  | 280  | 276  | 270  | 274  | 300  |

| 1901 | 1906 | 1911 | 1921 | 1926 | 1931 | 1936 | 1946 | 1954 |
| ---- | ---- | ---- | ---- | ---- | ---- | ---- | ---- | ---- |
| 400  | 414  | 354  | 275  | 347  | 383  | 471  | 436  | 550  |

| 1962 | 1968  | 1975  | 1982  | 1990  | 1999  | 2006  | 2008  | 2013  |
| ---- | ----- | ----- | ----- | ----- | ----- | ----- | ----- | ----- |
| 718  | 1 030 | 1 818 | 2 676 | 3 126 | 3 653 | 3 623 | 3 616 | 3 776 |

| 2018  | 2022  | - | - | - | - | - | - | - |
| ----- | ----- | - | - | - | - | - | - | - |
| 3 768 | 3 828 | - | - | - | - | - | - | - |

### Sports
- Salle omnisports

### Manifestations culturelles et festivités
Le 14 septembre 2002 sur le parvis du château a été représenté Histoires de Châteaux à l'occasion du jumelage avec Caerano di San Marco  un spectacle de sons et lumières avec 120 figurants et chevaux avec des moyens techniques de pyrotechnies, lasers et projection d'images monumentales. Ce spectacle a été écrit, mise en scène par Sylvie Dervaux qui a également assuré la direction artistique et la production exécutive.

## Économie

### Revenus de la population et fiscalité
En 2018, le nombre de ménages fiscaux de la commune était de 1 363 (dont 76 % imposés), représentant 3 609 personnes et la  médiane du revenu disponible par unité de consommation  de 28 530 euros.

### Emploi
En 2018 , le nombre total d’emplois dans la zone était de 680, occupant 1 494 actifs  résidants.
Le taux d'activité de la population (actifs ayant un emploi) âgée de 15 à 64 ans s'élevait à 69,9 % contre un taux de chômage de 6,2 %. 
Les 23,9 % d’inactifs se répartissent de la façon suivante : 11,1 % d’étudiants et stagiaires non rémunérés, 5,9 % de retraités ou préretraités et 6,8 % pour les autres inactifs.

### Secteurs d'activité

#### Entreprises et commerces
En 2019, le nombre d’unités légales et d’établissements (activités marchandes hors agriculture) par secteur d'activité était de 222 dont 10 dans l’industrie manufacturière, industries extractives et autres, 37 dans la construction, 64 dans le commerce de gros et de détail, transports, hébergement et restauration, 11 dans l’Information et communication, 10 dans les activités financières et d'assurance, 3 dans les activités immobilières, 52 dans les activités spécialisées, scientifiques et techniques et activités de services administratifs et de soutien, 18 dans l’administration publique, enseignement, santé humaine et action sociale et 17  étaient relatifs aux autres activités de services.
En 2020, 37 entreprises ont été créées sur le territoire de la commune, dont 26 individuelles.
Au 1er janvier 2021, la commune ne disposait pas d’hôtel et de terrain de camping.

#### Agriculture
Boissise-le-Roi est dans la petite région agricole dénommée le « Pays de Bière et Forêt de Fontainebleau », couvrant le Pays de Bière et la forêt de Fontainebleau. En 2010, l'orientation technico-économique de l'agriculture sur la commune est la culture de céréales et d'oléoprotéagineux (COP).
Si la productivité agricole de la Seine-et-Marne se situe dans le peloton de tête des départements français, le département enregistre un double phénomène de disparition des terres cultivables (près de 2 000 ha par an dans les années 1980, moins dans les années 2000) et de réduction d'environ 30 % du nombre d'agriculteurs dans les années 2010. Cette tendance se retrouve au niveau de la commune où le nombre d’exploitations est passé de 3 en 1988 à 2 en 2010. Parallèlement, la taille de ces exploitations diminue, passant de 147 ha en 1988 à 134 ha en 2010.
Le tableau ci-dessous présente les principales caractéristiques des exploitations agricoles de Boissise-le-Roi, observées sur une période de 22 ans : 
|                                      | 1988 | 2000  | 2010 |
| ------------------------------------ | ---- | ----- | ---- |
| Dimension économique,                |      |       |      |
| Nombre d’exploitations (u)           | 3    | 4     | 2    |
| Travail (UTA)                        | 5    | 7     | 3    |
| Surface agricole utilisée (ha)       | 440  | 339   | 267  |
| Cultures                             |      |       |      |
| Terres labourables (ha)              | 437  | 339   | s    |
| Céréales (ha)                        | 367  | s     | s    |
| dont blé tendre (ha)                 | 201  | 171   | s    |
| dont maïs-grain et maïs-semence (ha) | 148  | s     | s    |
| Tournesol (ha)                       | s    |       |      |
| Colza et navette (ha)                | s    | 56    | s    |
| Élevage                              |      |       |      |
| Cheptel (UGBTA)                      | 0    | 1 260 | 0    |

## Culture locale et patrimoine

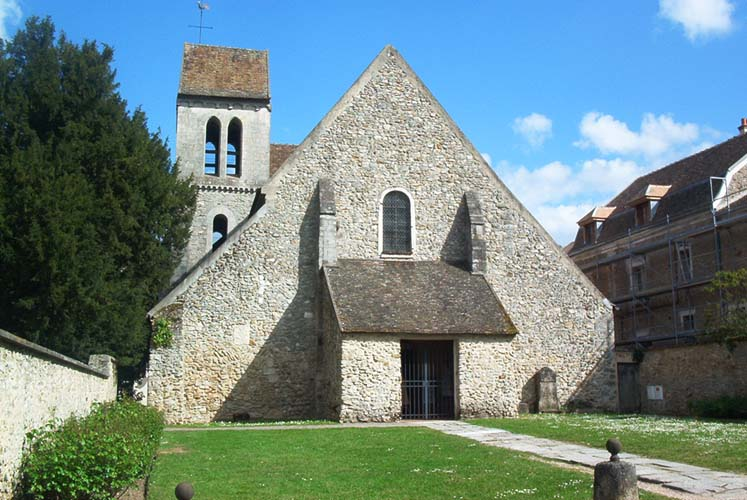
Église Saint-Denis.

### Lieux et monuments
- L'église Saint-Denis XIIIe siècle et XVIe siècle, inscrite au titre des Monuments historiques[79].

Elle a été entièrement restaurée en 1994 grâce au financement de la commune, du conseil général et de l'État. Elle jouxte le château de Boissise siège de la mairie. Elle abrite annuellement des concerts (école de musique, association approche) Les vitraux modernes décorant le fond de l'église sont l'œuvre de l'artiste local J.Delhon.
Elle offre un plan rectangulaire irrégulier, comprenant une nef principale et deux collatéraux de dimension inégales. Sa longueur totale est de 25 mètres et sa largeur de 17 mètres environ. Au chœur se trouvent des colonnettes et une piscine du XIIIe siècle. Les voûtes de la chapelle de la Vierge sont ogivales avec nervures cylindriques de la même époque. Le surplus de l'église est voûté en berceaux avec entraits et poinçons du 15. L'église paroissiale, sous le vocable de saint Denis, date du XIIIe siècle. On voit dans cette église une statuette de sainte Anne pouvant dater de cette dernière époque, des fragments de vitraux peints du même temps et des vestiges de litres funèbres avec les armes de la famille de Thumery qui posséda l'ancienne seigneurie ; D'or à la croix de gueules cantonnées de 4 aigles de sable (De Thumery pendant 4 siècles).
Dans la chapelle de la Vierge, on a rapporté l'épitaphe suivante ; Icy repose damoiselle Françoise Valentine de Thumery, laquelle par humilité a voulu estre enterrée dans le cimetière. Elle est décédée le 1er jour de novembre l'an 1715 âgée de 37 ans et 7 mois. Priez Dieu pour le repos de son âme. Le clocher qui a 4 mètres de côté comprend une tour carrée peu élevée, ornée de modillons à la jonction des étages, avec toit à selle, ou en bâtière. La coutume de présenter une quenouille garnie de filasse, à toute nouvelle mariée, qui vient pour la première fois à l'église depuis son union se conserve à Boissise-le-Roi.
- Le château de Boissise-le-Roi XVIe siècle-XVIIe siècle, inscrit au titre des Monuments historiques[81] est le siège de la mairie depuis 1986.
- La Prairie Malécot, zone naturelle en bordure de Seine.

### Personnalités liées à la commune
- Clovis Brunel (1884-1971), philologue romaniste français, mort à Boissise-le-Roi.
- Marcel Contet (1904-1987), pilote automobile français,  mort à Boissise-le-Roi.
- Élisabeth Prévost (1911-1996), voyageuse et écrivaine française, morte à Boissise-le-Roi.

Liste des instituteurs qui se sont succédé dans la localité :
- M. Denisot avril 1867 à septembre 1870
- M. Gondard septembre 1870 à juin 1872
- M. Leroy juin 1872 à avril 1874
- M. Babin avril 1874 (ne reste que 15 jours)
- M. Rainart avril 1874 à octobre 1876
- M. Milleret octobre 1876 à septembre 1883
- M. Chapelon septembre 1885

### Héraldique, devise et logotype
|  | Les armes de Boissise-le-Roi se blasonnent ainsi : D’or à la croix de gueules cantonnée de quatre roses tigées et feuillées au naturel. |

Le blason de Boissise-le-Roi est inspiré de celui de la famille de Thumery, qui portait au XVe siècle : D’or à la croix de gueules cantonné de quatre aigles éployés de sable.
Le blason de la commune trouve ses origines dans la guerre de Cent Ans. En 1429 sous l'occupation anglaise, le château fut détruit et la chapelle incendiée. Denis de Thumery, dont la famille posséda pendant quatre siècles la seigneurie de Boissise, le reconstruisit ainsi que la chapelle qui devint une église paroissiale dédiée à saint Denis.
Dans l'église actuelle, à gauche de l'autel, l'on peut voir les vestiges d'une litre funéraire, qu'on peignait en signe de deuil à la mort d'un seigneur de la paroisse, avec les armes de la famille de Thumery : d'or à la croix de gueules cantonné de quatre aigles éployés de sable timbré d'une couronne de marquis. En héraldique, on énonce en premier la couleur de fond. Ici, il s'agit d'or qui correspond au jaune. « La croix de gueules » est une croix centrale rouge. Les « aigles éployés de sable » sont des rapaces noirs qui s'apprêtent à s'envoler.
Depuis, la mairie a repris le blason de la famille Thumery tout en lui apportant certaines modifications. Ainsi il n'y a plus d’ « aigles éployés de sable », mais des roses au naturel, reprenant quasiment les premières armes des Thumery : d'or à la croix engrêlée de sable, accompagnée de quatre tulipes de gueules, tigées et feuillées de sinople (Menestrier, 1698). Les armoiries de Boissise-le-Roi sont visibles sur les communiqués communaux. Les litres funèbres ne sont plus visibles depuis la restauration de l'église ainsi que l'écusson des Thumery remplacé par l'écusson de la commune en pierre sculptée.
Vers 1886, le château de Boissise-le-Roi appartenait au sieur Paul Bareiller depuis 1828 (la terre de Boissise appartenait à sa famille) don fait à son père par la baronne Catherine de Beausse, Paul Bareiller par son testament olographe en date du 24 février 1887 instituait pour son légataire universel le Komprinz d'Allemagne (depuis Frederick III) au nom et comme représentant le dit empire. Le château et ses dépendances étaient, d'après le vœu du testateur, destiné à former une colonie allemande. Voici résumé par un journal de l'époque les raisons de ce legs quelque peu ahurissant. Paul Bareiller était un bourgeois méfiant, orgueilleux et brutal. Pourtant il fut maire de la commune pendant cinq ans, mais par son apathie et son mauvais vouloir, les affaires municipales étaient dans un état déplorable ; il a été forcé de démissionner. Ce tyranneau de village jouait au féodal et cherchait des querelles à tout le monde. Quand il était contrarié, sa colère n'avait plus de bornes. Un jour, il fracassa la mâchoire d'un ouvrier d'un coup de revolver. Il fut arrêté et emprisonné à Melun. Il pense à se venger. Quelle vengeance pourrait-il bien exercer contre la loi qui le condamne et contre la société qu'il déteste. Il réfléchit et s'irrite davantage. Une idée machiavélique germe dans son cerveau. Sa vengeance il l'a trouvée, il donnera son château et ses terres à l'ennemi.
Voilà ce qu'il avait trouvé de plus abominable et de plus sanglant. Cette offense à la patrie le soulage et il mourut tranquille. La pierre tombale de P. Bareiller peut être désormais perçue à droite du porche de l'église portant les dates 1787-1860.